# Myiagra caledonica
Myiagra caledonica е вид птица от семейство Monarchidae.

## Разпространение
Видът е разпространен във Вануату, Нова Каледония и Соломоновите острови.